# Бурхан ед-Дін Муса
Бурхан ед-Дін Муса (тур. I. Burhâneddin Musa Bey; д/н — бл. 1356) — 11-й бей Караманідів в 1311—1332 та 1352—1356 роках. Відомий також як Муса-бей I та Хаджі Суфі Бурхан ед-Дін Муса.

## Життєпис
Син бея Бадр ед-Дін Махмута. Дата народження невідома. Перша згадка відноситься до 1311 року, коли відновив місто Караман, де став беєм. Тут панував за підтримки Аріфа-челебідо 1317 або 1318 року, коли вимушений був поступитися владою братові Ібрагіму.
Про діяльність Муси до 1323 року замало відомостей. Можливо вважався співправителем свого брата Ібрагіма, проте реальну владу не мав. Підтримав антимонгольські повстання. 1323 року під час придушення чергового виступу потрапив у полон до Тимурташа Чобаніда, монгольського намісника Анатолії. 1328 року вирушив до Мекки, за що отримав прізвисько хаджі. В Каїрі встановив гарні стосунки з султаном Мухаммадом I ан-Насіром. Ймовірно Муса опікувався контактами Караманідів з Єгиптом й надалі.
У 1348 році після смерті брата Халіла отримав Ерменек, де правив до 1352 року. Тоді було отруєно бея Шемс ед-Діна, небожа Муси. Внаслідок цього останній став новим беєм Караманідів, зумівши вперше після 1308 року об'єднати бейлік. Переніс резиденцію до фортеці Мут.
Через вік не проводив активної зовнішньої політики, зберігаючи залежність від Мамлюкського султанату. Основну увагу зосередив на розбудові підвладних міст. Помер близько 1356 року. Йому спадкував небіж Сейф ед-Дін Сулейман.